# Edvard Mirzoian
Edvard Mirzoian (armeni: Էդվարդ Միքայելի Միրզոյան)  (Gori, 12 de maig de 1921 - Yerevan, 5 d'octubre de 2012) Edvard Mikaielí Mirzoian , va ser un compositor armeni.

Edvard Mirzoian es va dir ateu, però va afegir:
| « | "Només hi ha un planeta en el qual la gent viu i neix. I encara que sigui, és un miracle. Un miracle, cada fulla i cada error... I això tot depèn de com siguis capaç de gaudir d'aquest miracle. Alguns ni tan sols pensen que hagin nascut en un miracle." | » |

 Va formar part del Grup dels cinc armenis.

## Biografia
Mirzoian es va matricular per primera vegada en música a l'Escola de Música de Yerevan que porta el nom d'A. Spendiarov. Més tard es graduà al Conservatori Estatal Komitàs el 1941 després d'estudiar amb els compositors armenis Sarguís Barkhudarian i Vardges Talyan (el poema simfònic "Loretsi Sako" forma la seva tesi de postgrau). Aviat seria reclutat a l'Exèrcit Roig el 1942, i és aquí on compondria moltes cançons patriòtiques i relacionades amb la guerra.
L'any 1948, Mirzoian va començar a ser professor al Conservatori de Yerevan, i esdevindria el cap del departament de composició el 1965. El 1952, també començaria a ensenyar al R. O. Melikyan Musical College (ara el Yerevan State Musical College després de Romanos Melikyan).
A finals de la dècada de 1950 va ser elegit president de la Unió de Compositors Armenis, càrrec que va ocupar fins al 1991. També va exercir com a president de la Fundació per la Pau d'Armènia. Mentre era president de la Unió de Compositors, Mirzoian va impulsar el desenvolupament i la construcció del "Composers' Union Resort" a Dilidjan, que ara porta el seu nom. El complex va passar a ser un dels centres culturals més coneguts de la Unió Soviètica.
Família
La mare i el pare de Mirzoian eren els respectats colonials Semyon Alikhanov i Lusya B. Pershangova. La seva mare era actriu del Teatre Sundukyan i s'havia format al Conservatori d'Erevan en cant clàssic, encara que no va optar per seguir una carrera. Estaria casat amb Elena (Heghine) Mamikonovna durant 50 anys. Li sobreviuen els seus dos fills, Zara i Arxak Mirzoian.

## Música
La producció compositiva de Mirzoian és relativament petita però força distingida, combinant un lirisme elegant amb un drama intens. Amb la seva estructura formal i disseny tonal, el seu estil ha estat descrit com a neoclàssic, amb elements de la cançó popular armenia sempre presents. El quartet de corda de Mirzoian, la sonata per a violoncel, la simfonia per a cordes i timbales i l'epitafi per a orquestra de corda s'han convertit en addicions notables al repertori.
Edvard Mirzoian va morir el 5 d'octubre de 2012 i està enterrat al Panteó Komitàs, que es troba al centre de la ciutat d'Erevan.

## Filmografia
- Yot hndik tghaner (Seven Indian Boys, 2007)
- Khachmeruki deghatune (Crossroad's pharmacy, 1988)
- Tasnerku ughekitsner (Twelve Companions, 1962)
- Pluzum (Collapse, 1960)
- Chaos (Chaos, 1973)[11]

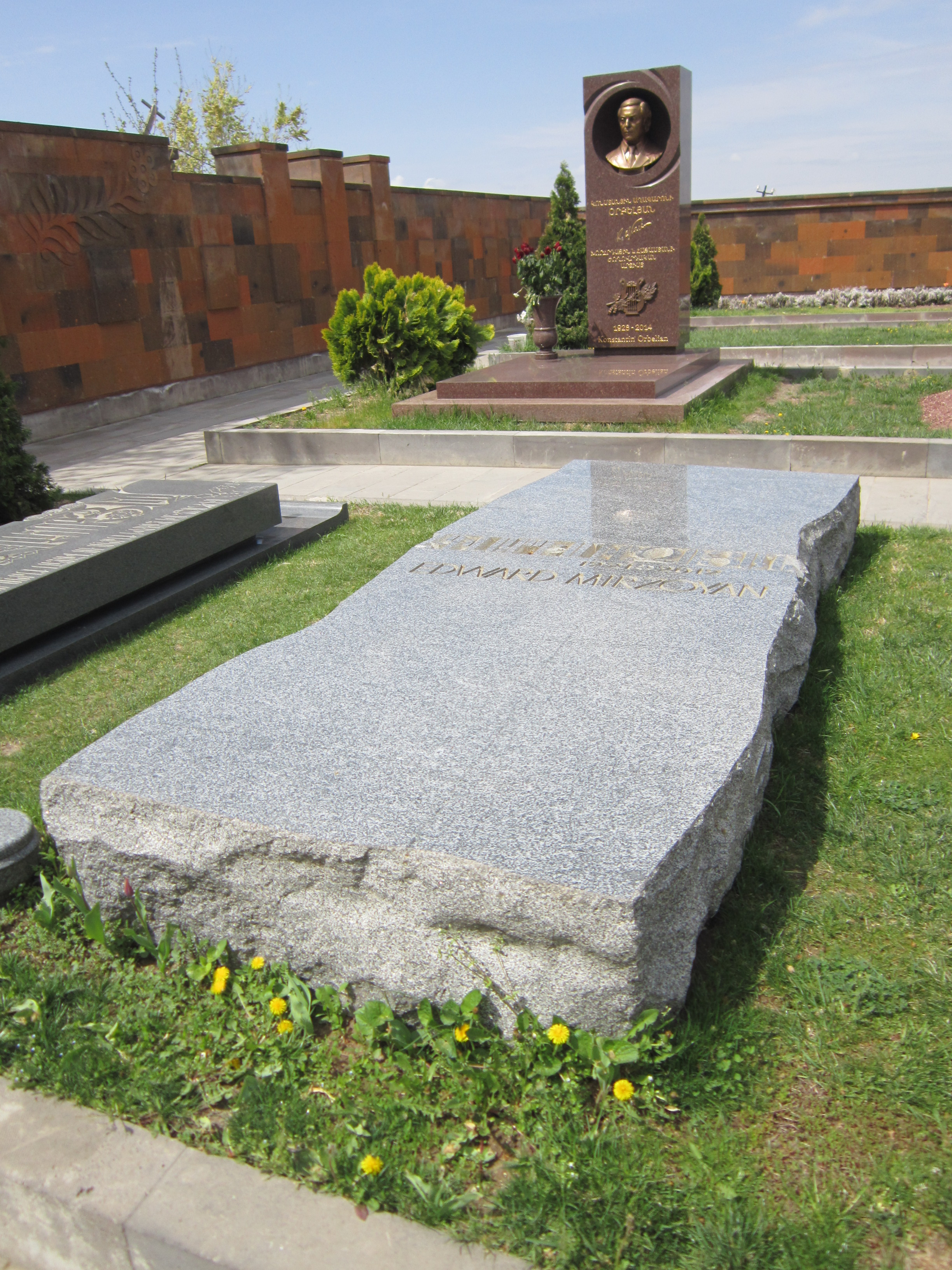
Làpida de Mirzoian al Panteó Komitàs